# 小行星23888
小行星23888（23888 Daikinoshita），臨時編號1998 SZ24，是一顆位於小行星帶的小行星。於1998年9月18日由美國洛厄爾天文台近地小行星搜尋計畫發現。
該小行星以現任教於台灣國立中央大學天文研究所的日籍天文學家木下大輔命名。

## 外部連結
- 23888 Daikinoshita (1998 SZ24) （页面存档备份，存于）

| 前一小行星： 小行星23887 | 小行星列表 | 後一小行星： 小行星23889 |